# Антон Ажбе
Антон Ажбе (на словенски: Anton Ažbe) е словенски художник реалист и учител по живопис. Освен че Антон и брат му остават сираци още от деца, Ажбе има и сериозни физически проблеми. Въпреки това се научава да рисува под ръководството на Янез Волф, както и в Академиите във Виена и Мюнхен. На 30-годишна възраст Ажбе основава собствена школа по рисуване в Мюнхен, която се превръща в популярно място за източноевропейските студенти. Обучава „големите четирима“ словенски импресионисти (Рихард Якопич, Иван Грохар, Матей Стернен, Матия Джама) и цяло поколение руски художници (Иван Билибин, Мстислав Добужински, Игор Грабар, Василий Кандински, Дмитрий Кардовски и Кузма Петров-Водкин). Методите му на обучение са възприети и използвани повторно от руски художници както в Русия (Грабар, Кардовски), така и в емиграция (Билибин, Добужински). 
Безспорното художествено наследство на Ажбе ограничено до едва двадесет и шест графични произведения, повечето от които се намират в Националната галерия на Словения. Дългопланираните му шедьоври никога не се реализират и според Питър Селц той „никога не е влизал в себе си като художник“. Ажбе води тъжен и монотонен живот, съчетан с алкохолизъм, тютюнопушене, самота. Освен всичко друго, той е и бохемски социалист, който защитава личните си тайни до края на живота си, оставайки загадка дори за своите ученици и колеги. Твърди се, че смъртта му е причинена от рак.

## Биография
Близнаците Алоис и Антон Ажбе са родени в селско семейство в близост до Шкофя Лока в Австрийската империя (днес в Словения). Баща им почива от туберкулоза на 40-годишна възраст, когато момчетата са едва на седем години. Това води до изпадането на майката в тежко психическо страдание, като има ненадежни доказателства, че по-късно се самоубива. Близнаците са настанени в приемна грижа. По това време е очевидно, че докато Алоис се развива нормално, брат му Антон страда от сериозни вродени здравословни проблеми: изоставане във физическия растеж и деформиран гръбначен стълб. Законният му настойник решава, че Антон не е годен за работа в селското стопанство и след завършване на основно училище изпраща Антон да учи търговия в Клагенфурт.
След пет години живот и работа в хранителен магазин, Ажбе бяга от Клагенфурт и се установява в Любляна. В края на 70-те години той се срещна със словенския художник Янез Волф, който ръководи множество църковни стенописни комисии. Малко се знае за взаимоотношенията между двамата, с изключение на факта, че през 1880 г. Ажбе помага на Волф със стенописите на църквата Загорие об Сави, а през 1882 г. – с фасадата на Францисканската църква „Благовещение“ в Любляна.
През същата година Волф помага на Ажбе да постъпи в Академията за изящни изкуства във Виена, където той учи две години. Недоволен е от остарялото, невдъхновяващо виенско обучение и едва успява да премине. През 1884 г. Ажбе се премества в Академията за изящни изкуства в Мюнхен, „либерална“ и „модерна“ школа за разлика от консервативната Виенска академия. Там той прави превъзходно впечатление на своите учители Габриел Хакъл и Лудвиг фон Льофц и си спечелва стипендия за неплатено обучение. За да си изкарва прехраната, Ажбе си партнира с Фердо Весел, продавайки класни произведения и сцени за кич на търговци на едро.
До края на този период Ажбе е признат за професионален художник на портрети и редовно е излаган в Стъкления дворец в Мюнхен.
Волф умира в бедност през 1884 г. Ажбе често говори, че малко преди смъртта си Волф му продиктувал последната си воля – че трябва да обучи наследник на неговото изкуство, етнически словак, който ще „завладее света със своя гений“. Не е ясно колко голяма част от „мита за Волф“ е истина; „великият словенски художник“ не се появява, а Ажбе се оплаква, че всички словенски ученици, освен верният Матей Стернен, напускат училището твърде рано.
През 1892 г. Весел и Рихард Якопич предлагат на Ажбе да разглежда и коригира картините на студентите. Седемте клиента наемат учебна стая и плащат на Ажбе да оправи домашните им работи. Само два месеца по-късно притокът от нови клиенти позволява на Ажбе да наеме помещения, където основава собственото си училище. След кратък престой в Тюркенщрасе училището се премества в Георгенстрасе (сградата е разрушена от съюзнически самолет през юли 1944 г.). По-късно Ажбе наема друга сграда за училищните класове и се премества в частния си цех.
Училището никога не е страдало от липса на ученици. Нормалната бройка достига 80, а общият брой на възпитаниците на Ажбе е около 150. Някои посещават школата близо десетилетие. Ажбе е единственият инструктор, с изключение на кратък период през 1899 – 1900 г., когато наема Игор Грабар като асистент. Дори Мюнхенската академия и Императорската художествена академия в Санкт Петербург признават школата и я препоръчват като подготвителен курс.
През 1904 г. Ажбе развива рак на гърлото и до пролетта на 1905 г. трудно поглъща храна. Ажбе се съгласява на операция, която преминава без усложнения. Въпреки това обаче на 5 или 6 август 1905 г. Антон Ажбе умира.
Публиката превръща тъжното, но очаквано събитие в мелодраматична градска легенда. Леонхард Франк, съученик на Ажбе през 1904 г., пише: „Никой никога не видя картините. Никой не знаеше дали изобщо някога рисува. Никой не знаеше миналото му. Една мразовита декемврийска нощ, опиянен от коняк, той заспал в снега и беше намерен мъртъв на сутринта. Никой не знаеше, откъде е дошъл." Подобна история е разказана от Михаил Шемякин.
Училището на Антон Ажбе оцелява и просъществува до началото на Първата световна война.

## Стил на живот и лични отношения
Съвременното разбиране на личността на Антон Ажбе се основава на интерпретацията на противоречиви твърдения, направени от неговите възпитаници.  Самият Антон Ажбе никога не е писал за обществеността. Писмата му до Алоис са унищожени според волята на семейството; останалата част от архива му съдържа само бизнес документи. Единственото доказателство за собствения почерк на Ажбе е ограничено до три пощенски картички и писмо.
Ажбе споменава, че е бил сгоден два пъти, но и двата опита са се провалили. Според Стърнен, Ажбе е бил погълнат от раздвояване на личността, което го е вкарало в пиянство.
Физически Ажбе е човек с много нисък и неправилен ръст. Краката му са описвани като необичайно къси и слаби, а гръбнакът му е с усукана горна част. Главата му е съчетание от голям череп с непропорционално тясно лице, а челото му е покрито с мрежа от червени пулсиращи вени, останалата част лицето на Ажбе е зачервена, сякаш в треска. Винаги носи черно и от най-добрата марка.
Странният преподавател, бавно мъкнещ се с бастун и винаги пушещ, става мишена на карикатуристи.  Момчета му се присмиват на улицата и се провикват: „Ацбе! Ацбе!“ (Неправилно произношение на името му на немски). Немският език на Ажбе също далеч не е съвършен; той злоупотребява с думата nähmlich („именно“, „тоест ...“) и е наречен „професор Nähmlich“. 
Ажбе никога не е имал подходящо жилище – спи на неудобен диван в ателието си, пълно с картини на неговите ученици. Винаги рисува в своето ателие и никога на открито. Често говори за планираните си бъдещи шедьоври, нито един от които не преминава през стадия на скица. Напуска Мюнхен само веднъж, посещавайки Венеция през 1897 г. Животът му се върти между училището и местните кръчми.
Ажбе поддържа контакт с брат Алоис, но в крайна сметка прекъсва всякакнва връзка с него, след като съпругата на Алоис го порицава, че е изхабил твърде много кибрит, за да пали пурите си. Понятието пестеливост е напълно чуждо на Ажбе, който никога не се поколебава да предложи безплатно обучение за студенти, изпаднали в нужда.

## Творчество
Учениците Игор Грабар и Дмитрий Кардовски отбелязват, че портретите на Ажбе са превъзходни рисунки, помрачени от сухата техника на боядисване. Само четири картини, от общо двадесет и шест запазени, могат да се смятат за зряло изкуство, повлияно от Мюнхенския сецесион. Най-голямата и сложа от тях, Селският хор, бива необратимо повредена от несполучлива реставрация.
Франц Стив (1962) и Пег Вайс (1979) подробно проучват връзките на Ажбе с възникващото авангардно изкуство и зрелия импресионизъм и смятат Ажбе за предшественик на модернистичното изкуство, връзка между Сезан и Кандински.

## Ажбе като педагог
Привържениците (Игор Грабар) и противниците (Мстислав Добужински) на тренировъчната система на Ажбе са единодушни, че тя разчита, поне в класовете за начинаещи, на две първостепенни идеи: основната линия и принципа на топката (на немски: Kugelprinzip). Ажбе обезкуражава начинаещите да се съсредоточават върху незначителни детайли, като вместо това ги принуждава да изграждат изображението около една удебелена „основна линия“.
Принципът на топката: човешката глава е просто сфера, а възпроизвеждането на осветлението на главата следва същите правила като възпроизвеждането на светлина върху гипсова топка.  Чертите на лицето са просто изпъкналости и кухини. След като студентът усвои тези техники, Ажбе му преподава различна интерпретация, тази на главата като многостен съставен от плоски повърхности и остри хребети.
Ажбе, самият той майстор на човешката анатомия, налага строго обучение по тази тема, от рисуване на гола фигура до посещение на аутопсии.
Рисуването в цвят е далечна цел за учениците на Ажбе, която изисква предварително усвояване на линия, форма и анатомия. Ажбе е отвратен от смесването на бои върху палитра, като вместо това той препоръчва боядисване със сурови бои и широки четки. Ажбе често сравнява подходяща маслена боя с диамант: суровите бои трябва да запазят своята независимост, като границите на скъпоценен камък.

## Забележителни възпитаници
В хронологичен ред, по година на приемане:
- Рихард Якопич (1892–)
- Лудвик Куба (1895 – 1904)
- Иван Грохар (1896–)
- Игор Грабар (1896 – 1901)
- Алексей фон Явленски (1896 – 1905)
- Дмитрий Кардовски (1896 – 1900)
- Мариан фон Верефкин (1896 – 1905)
- Matija Jama (1897–)
- Василий Кандински (1897 – 1899)
- Елена Маковская (1897 – 1899)
- Павел Шмаров (1897 – 1898)
- Матей Стернен (1897 – 1905)
- Надежда Петрович (1898 – 1901)
- Иван Билибин (1899)
- Олга Дела-Вос-Кардовская (1899 – 1900)
- Михаил Шемякин (1900 – 1902)
- Мстислав Добужински (1899 – 1901)
- Олександър Мурашко (1901)
- Кузма Петров-Водкин (1901)
- Давид Бурлюк и Владимир Бурлюк (1903)
- Карл Фридрих Липман (1903 – 06)
- Евгениш Чак (1903 – 1904)
- Хакоб Койоян (1903 – 1905)
- Леонхард Франк (1904)
- Оскар Херман (1904)
- Йосип Рачич (1904 г.)
- Константин Дидишко (1905 г.)
- Авраам Маневич (1905 г.)

След смъртта на Антон Ажбе в училището се обучават група художници от Естония: Йоханес Грийнберг, Антон Старкопф и Адо Вабе.